# Gmina Knyszyn
Die Gmina Knyszyn ist Stadt-und-Land-Gemeinde im Powiat Moniecki der Woiwodschaft Podlachien in Polen. Ihr Sitz ist die gleichnamige Stadt mit etwa 2800 Einwohnern.

## Geographie
Die Gemeinde liegt in der Mitte der Woiwodschaft Podlachien im Nordosten Polens. Zu den Gewässern gehört der künstliche See Jezioro Zygmunta Augusta. Auf Gemeindegebiet liegen der Wald Puszczy Knyszyńskiej und der Landschaftsschutzpark Park Krajobrazowy Puszczy Knyszyńskiej.

## Gliederung
Neben der namensgebenden Stadt gliedert sich die Stadt-und-Land-Gemeinde in folgende Schulzenämter: Chobotki, Czechowizna, Grądy, Guzy, Jaskra, Kalinówka Kościelna, Lewonie, Nowiny Kasjerskie, Nowiny-Zdroje, Ogrodniki, Poniklica, Wodziłówka, Wojtówce und Zofiówka.
Weitere Ortschaften sind: Cisówka, Jeleń, Knyszyn-Zamek, Kropiwnica, Mierestki und Stoczek.

## Verkehr
In Knyszyn kreuzen sich die Landesstraße 65 (DK 65) und die Woiwodschaftsstraße 671 (DW 671). Die DK 65 führt in nördlicher Richtung über die 13 Kilometer entfernte Kreisstadt Mońki zur 120 Kilometer entfernten Staatsgrenze zum russischen Oblast Kaliningrad (Königsberg). In südöstlicher Richtung führt die Straße durch das 25 Kilometer entfernte Białystok bis zur etwa 80 Kilometer entfernten Staatsgrenze nach Belarus.
Der Bahnhof Knyszyn im Süden der Stadt liegt an der Bahnstrecke Głomno–Białystok. Daneben gibt es auch die Haltepunkte Czechowizna und Zastocze.
Der nächste internationale Flughafen ist der Frédéric-Chopin-Flughafen Warschau in 180 Kilometer Entfernung.